# Diego de Almagro (Chile)
Diego de Almagro é uma comuna da província de Chañaral, localizada na Região de Atacama, Chile. Possui uma área de 18.663,8 km² e uma população de 18.589 habitantes (2002). Está localizada 70 km a leste da cidade de Chañaral, capital da província.
Nesta comuna está localizada a cidade mineira de El Salvador, que produz cobre. É administrada pela Codelco.

## Esportes
A cidade de Diego de Almagro possui um clube no Campeonato Chileno de Futebol, o Club Deportes Cobresal que joga de mandante no Estádio El Cobre. . Porém, representando a localidade de El Salvador, onde se localiza o estádio.